# Empalme
Empalme is een stadje in de Mexicaanse staat Sonora. Empalme heeft 40.630 inwoners (census 2005) en is de hoofdplaats van de gemeente Empalme.

## Impressie

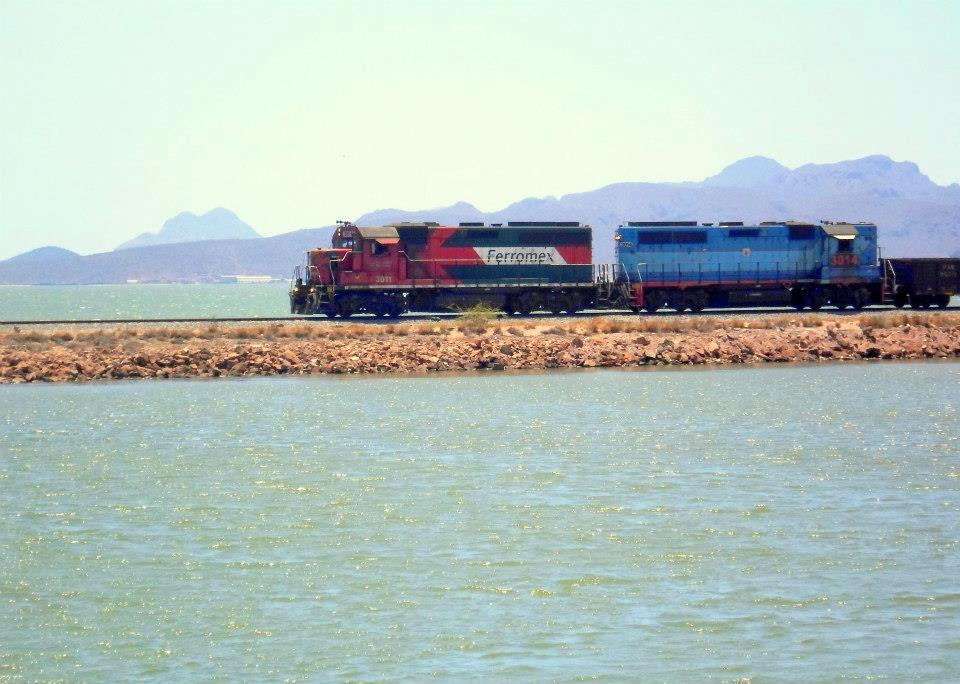
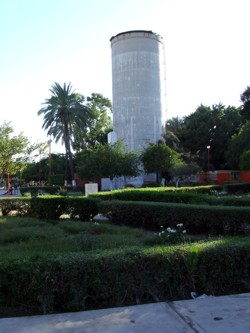
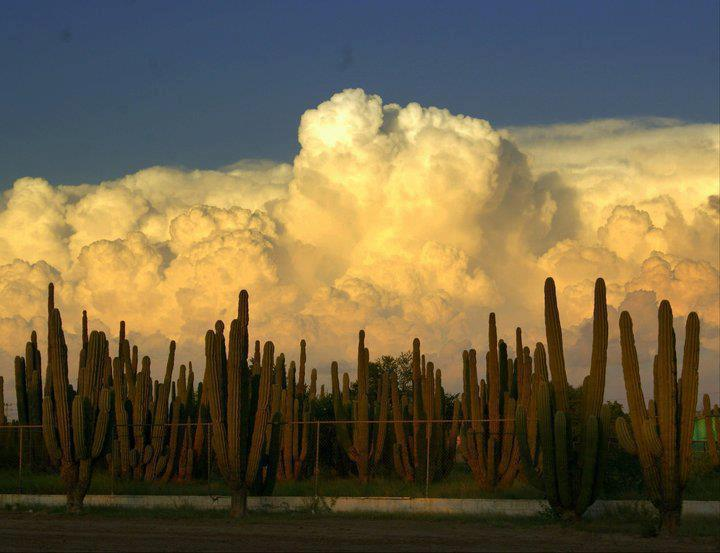
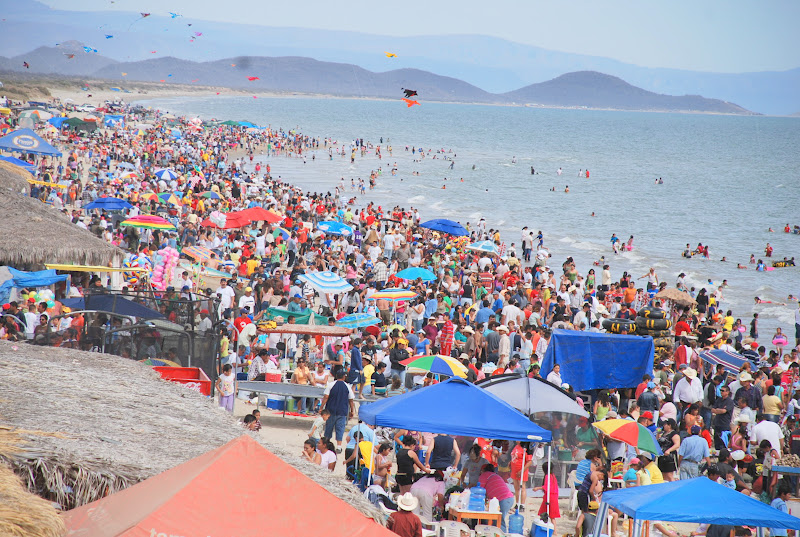
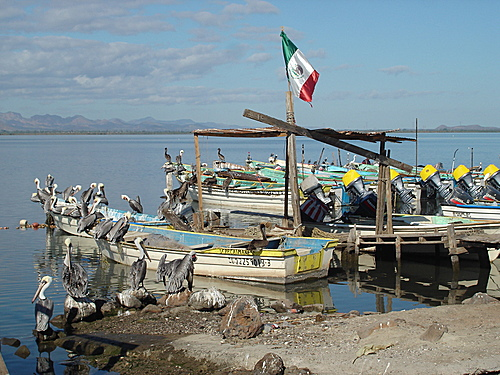
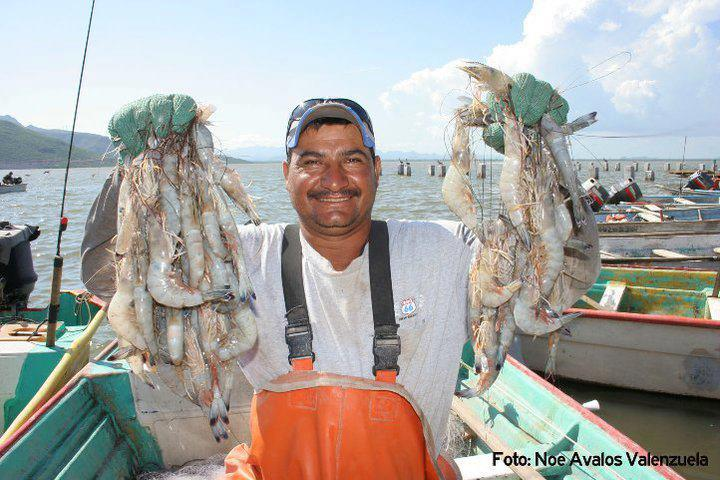